# 加拿大廣場 (溫哥華)

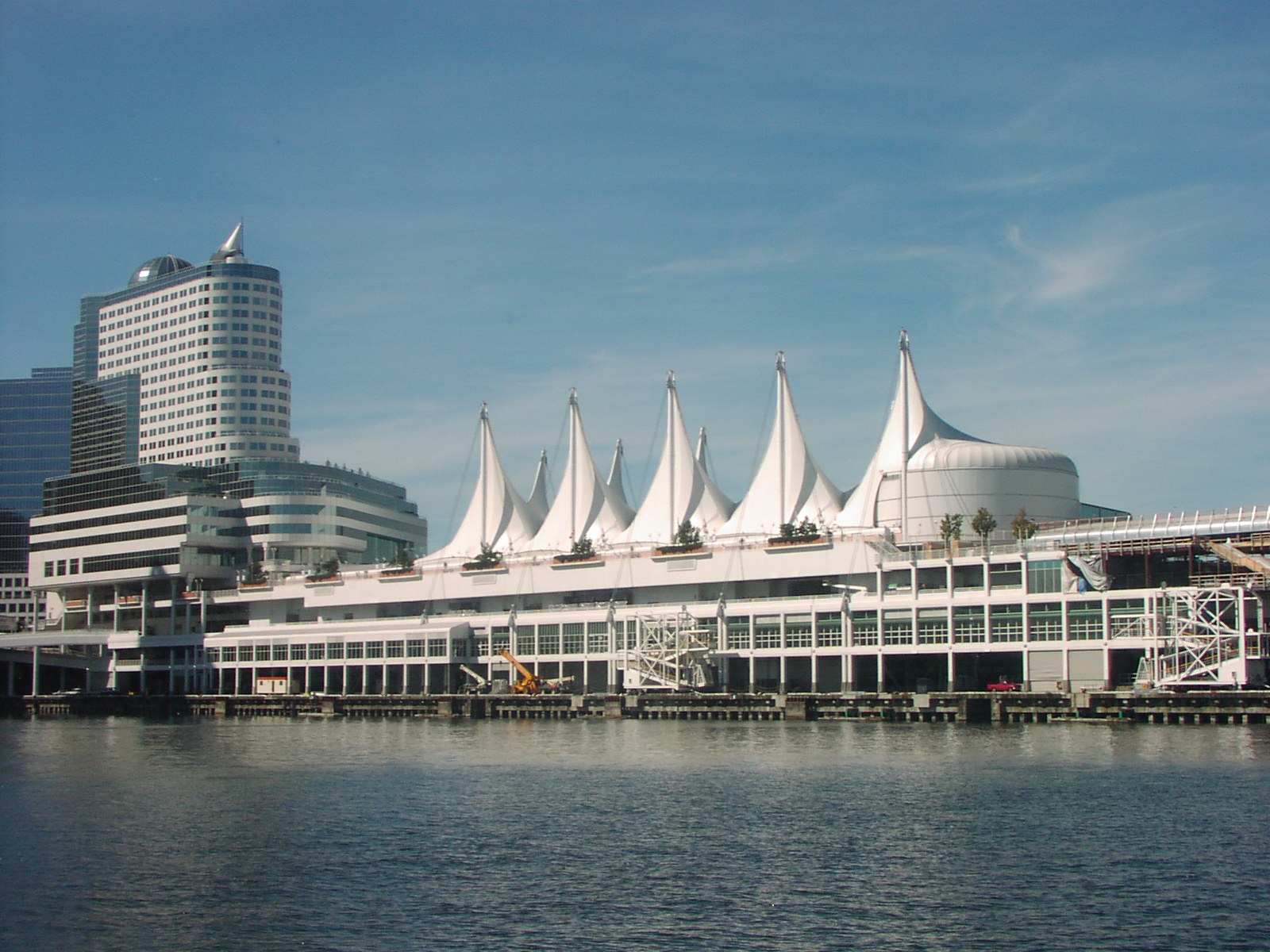
加拿大廣場

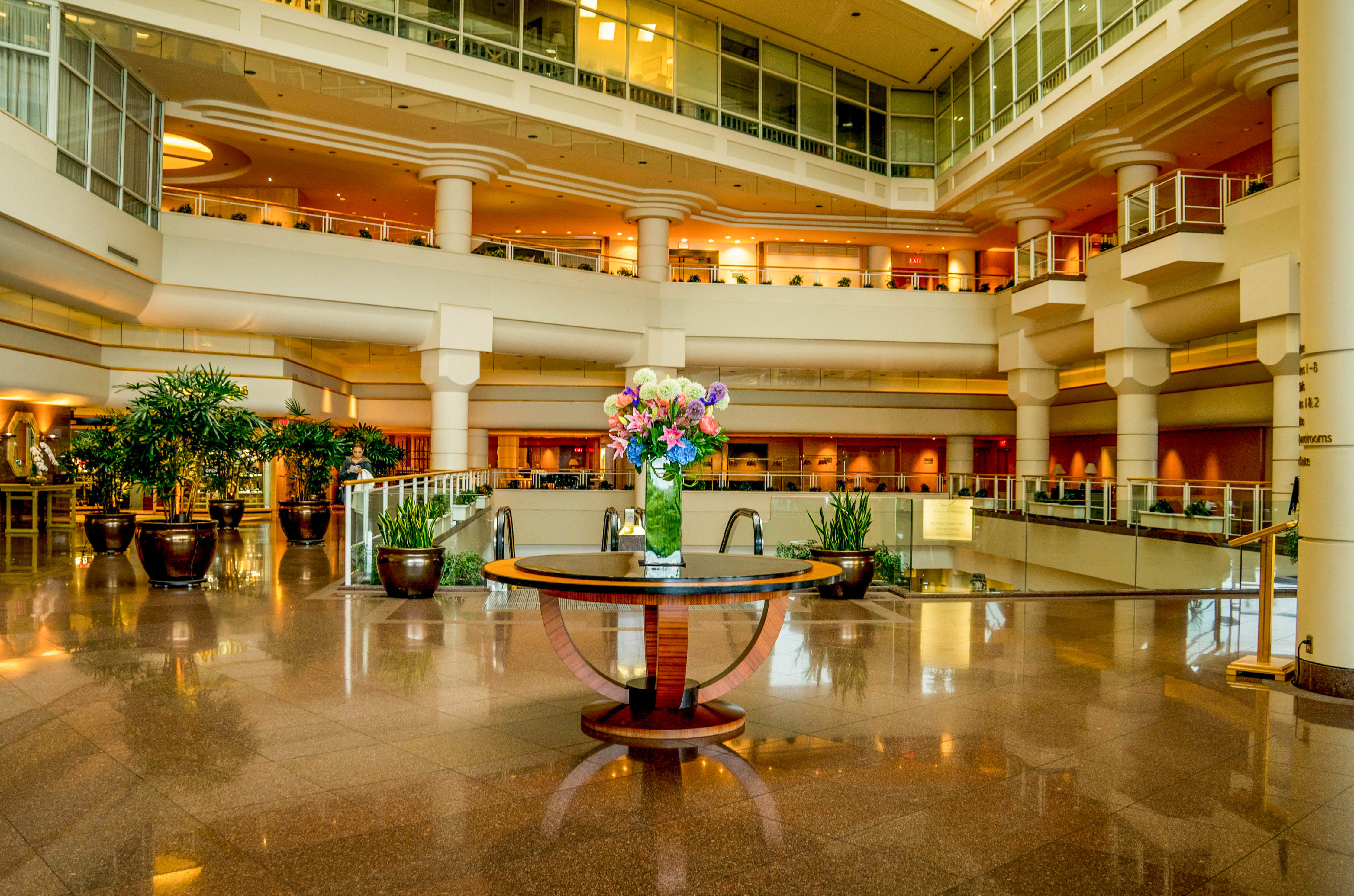
泛太平洋溫哥華酒店大堂

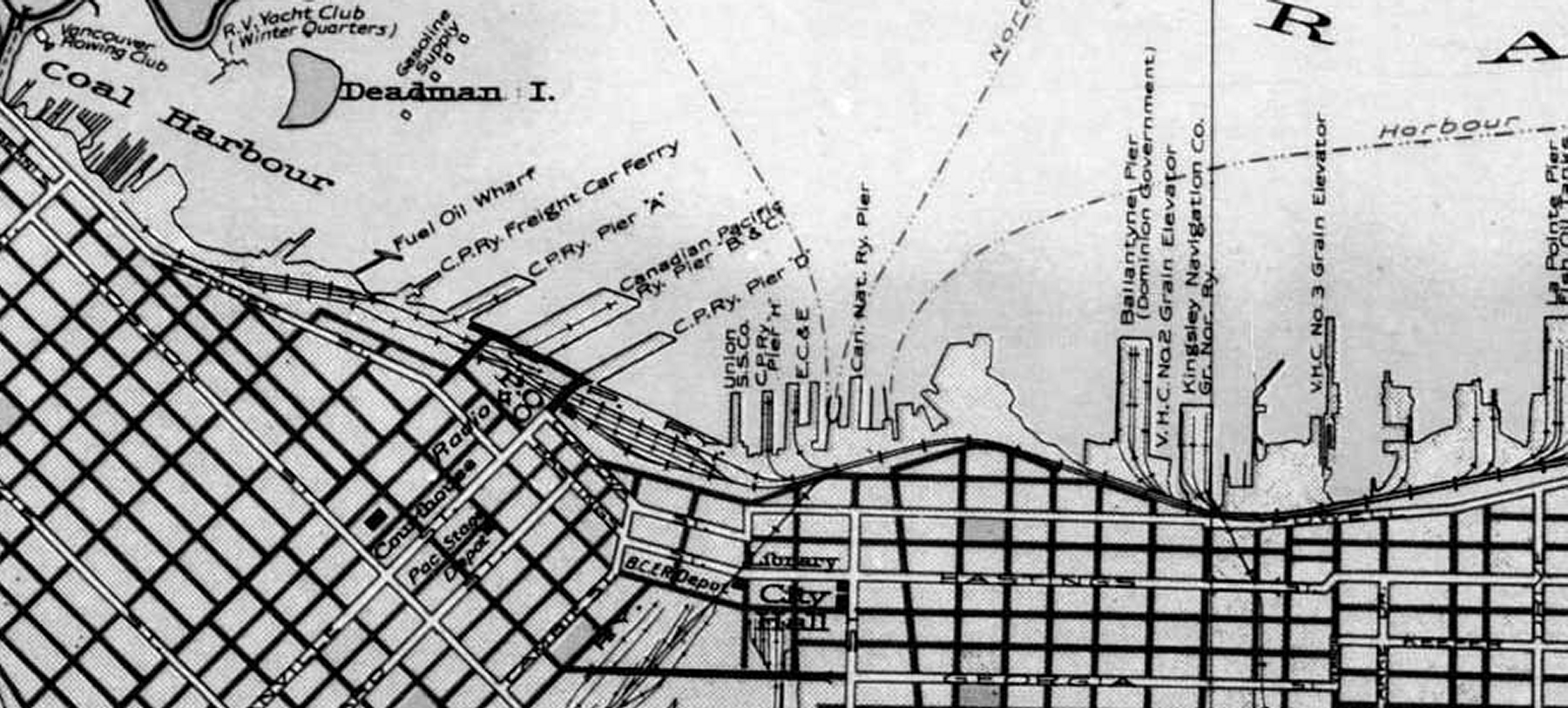
1929年溫哥華市中心地圖，「Pier B&C」處為現加拿大廣場所在

加拿大廣場（英語：Canada Place）是一座位於加拿大卑詩省溫哥華市中心的建築物，是溫哥華會議中心東翼、泛太平洋溫哥華酒店、溫哥華世貿中心、以及全球首座永久性IMAX3D 影院的所在，並由加拿大廣場公司（Canada Place Corporation）管理。它也是卑詩省南岸地區的主要郵輪碼頭，由溫哥華前往阿拉斯加的郵輪皆從此處出發。
大樓頂部有五組由玻璃纖維製成的白帆，是溫哥華最主要的地標之一，其設計也與悉尼歌劇院和丹佛國際機場的外部有所相似。大樓造價3億6千5百萬加元，由加拿大建築師艾伯哈德·蒒德勒設計。

## 歷史
加拿大廣場所處的前身是加拿大太平洋鐵路公司的碼頭乙和碼頭丙。兩座碼頭於1955年關閉，而聯邦政府、卑詩省政府和溫哥華市政府則從1978年起著手規劃該處的重建項目，並於1982年成立加拿大海港廣場公司（Canada Harbour Place Corporation；後於1993年改為現稱）以將該處發展成1986年世界博覽會的主辦國展覽場館。加拿大廣場於1983年動工，頂部五帆於1984年9至10月期間陸續豎立。泛太平洋酒店率先於1986年1月5日開幕，而加拿大展覽場館則與世博會於同年5月2日同步開放。溫哥華會議中心（當時稱為溫哥華貿易及會議中心）則留待世博會過後於1987年7月4日開幕。加拿大廣場座落布勒内灣沿岸，而世博會的其他場館則位於市中心另一端的福溪沿岸，兩者由同為世博會而建的溫哥華架空列車捷運系統連接。
大樓於2001年進行擴建工程，增設多一個郵輪泊位。大樓對出的西北處是溫哥華會議展覽中心新翼的所在，工程於2004年11月展開，並於2009年4月竣工；2010年冬季奧運會的國際媒體中心位於新翼以内。冬奧過後，加拿大廣場於2010年7月展開五帆屋頂更新工程。新五帆屋頂由聚四氟乙烯和玻璃纖維混合製成，外貌與舊五帆相若。項目耗資2100萬元，由聯邦政府支付，2011年3月竣工。
大樓内的IMAX影院於2009年關閉。

## 外部連結
- 加拿大廣場公司
- 溫哥華會議中心（页面存档备份，存于）
- 加拿大廣場衛星鳥瞰圖
- 溫哥華世貿中心

49°17′19″N 123°06′40″W / 49.288635°N 123.111119°W